# Спасо-Нуромский монастырь
Спасо-Преображенский Нуромский мужской монастырь (также — Спасо-Нуромский Сергиев, Спасо-Преображенский, Спасо-Козорский) — упразднённый мужской монастырь Русской православной церкви, расположенный в деревне Спас-Нурма Грязовецкого района Вологодской области. Основан во второй половине - конце XIV века преподобным Сергием Нуромским, учеником преподобного Сергия Радонежского.

## Основание
Преподобный Сергий основал монастырь в XIV веке на реке Нурме в 19 вёрстах от Грязовца и в 4 вёрстах от Павло-Обнорского монастыря. Мощи основателя монастыря покоились в Спасской церкви обители.

## Жизнь монастыря

### Имущество
Первым построенным в обители храмом была церковь во имя Всемилостивого Спаса на Происхождение Честного и Животворящего креста. В конце XVI века была построена вторая двуглавая церковь в честь Рождества Христова с приделом Николая Чудотворца. Согласно описи 1615 года, к этому времени соборный Спасский храм был двуглавым, с пристроенным после смерти основателя приделом в честь Введения во храм Пресвятой Богородицы. К 1678 году этот придел был из Введенского переименован во имя Сергия Нуромского после того, как под ним была обнаружена могила святого. В монастыре была колокольня с тремя колоколами, а также монашеские и казенная кельи, и воловий и конюшенный дворы, мельница на реке Нурме.
После канонизации преподобного Сергия монастырь стал частым объектом паломничества из близлежащих губерний. По преданию, на территории монастыря братия сохраняла выкопанный преподобным колодец. Кроме того, в монастыре была построена деревянная часовня на том месте, где преподобный Сергий после бесед расставался со своим духовным чадом — преподобным Павлом Обнорским. Она сохранилась при приходской церкви и после упразднения монастыря.

#### Вотчины
Грамотой царя Фёдора Иоанновича в 1584 году к 4 имевшимся во владении монастыря деревням в вотчину добавились ещё 22 деревни и пустоши. В 1585 году царь царь Фёдор Иванович пожаловал монастырю деревню Грязовицу, «а в ней пашни 26 четвертей в поле, сена 150 копен, лесу казенного 2 десятины». В 1620-х годы вотчину монастыря составляли 17 деревень и 9 пустошей. В 1719 году за монастырем числилось 14 деревень. На момент упразднения в 1764 году ему принадлежало «мужских 403 да женских 323 души».
В 1695 году в монастырь поступили несколько долей в деревне Максимцевой, в 1684 году — пустоши Мительникова в обмен на пустошь Доровинки в Обнорской волости, в 1695 году у вдовы Мишевской была выменена пустошь Звягино. В 1698 году в результате обмена монастырь поступили две трети пустоши Кишкиной. Спасо-Нуромскому монастырю принадлежал также двор в Вологде. Не позднее 1670-х годов в монастыре начала работать ярмарка.

### Насельники
Монастырь находился под игуменским управлением. По некоторым данным, под настоятельством Сергия Нуромского в монастыре жило до 40 человек. В 70-х годах XVII века в монастыре жили проживали настоятель, 8 монахов, 13 слуг и служебников и 4 церковных дьячка. В это время монашеская жизнь в обители пришла в упадок: на неподобающее поведение настоятелей подавались жалобы в епархию, а в 1682 году в монастыре произошло убийство.

## Упразднение монастыря
В ходе екатерининской секуляризационной реформы 1764 года монастырь был упразднен и превращен в приход. Братия при этом была переведена в Павло-Обнорский монастырь. Обветшавшие деревянные храмы после этого были разобраны, и в 1795 году началось возведение каменной приходской двухэтажной церкви, которая была освящена в 1816 году. В ней были сохранены именования приделов монастырских храмов: главный верхний храм был освящен в честь Всемилостивого Спаса и имел придел во имя Николая Чудотворца; внизу же располагался престол во имя Сергия Нуромского, в котором под спудом находились мощи преподобного, с приделом придел Рождества Христова.
С 1768 года церковь при церкви находилось два священника, диакон и два комплекта церковнослужителей. Впоследствии в 1831 году церковь стала одноклирной, а с 1846 года в ней не стало и диаконов. К середине XIX века приходской храм церковь существовал как Спасо-Нуромский погост. За бывшей монастырской оградой помещалось кладбище.

### Закрытие и возрождение храма
После Октябрьской революции храм не был закрыт, так как при нём была сформирована взявшая за него ответственность община верующих, однако в 1922 году из него были изъяты ценности. 25 февраля 1930 года был арестован настоятель прихода священник Константин Ципилев, высланный на север, а вслед за ним — диакон и псаломщик. После этого приходская жизнь в храме прекратилась.
С 1993 года храм Происхождения Честных Древ Креста Господня восстанавливается. Он принадлежит к Свято-Троицкому Павло-Обнорскому мужскому монастырю.

## Известные священнослужители монастыря и храма
| Настоятели монастыря   | Настоятели монастыря           | Настоятели монастыря                   | Настоятели монастыря |
| Сан                    | Имя                            | Годы                                   | Дополнительно |
| ---------------------- | ------------------------------ | -------------------------------------- | --- |
| преподобный            | Сергий Нуромский               | Конец XIV века                         | Основатель монастыря. |
| строитель              | Матфей                         | 1584 (или 1585) — 1607 (или 1593) годы | Строитель церкви в честь Рождества Христова. |
| игумен                 | Сергий                         | 1664 — не ранее 1666 года              | Назначен игуменом в 1664 году по указной грамоте царя Алексея Михайловича; в 1666 году братия и вотчинные крестьяне во главе с казначеем Александром подали архиепископу Вологодскому и Белозерскому Симону челобитную, где жаловались на его пьянство, пренебрежение монастырским чином и разорение казны.                                                           |
| игумен                 | Мисаил                         | После 1666 — до 1673 года              | От братии также поступали жалобы на него в епархию. |
| игумен                 | Варфоломей                     | С 1673 года                            | При нём были построены новая колокольня, святые врата, игуменская келья, скотный двор, мельница на Нурме обновлена монастырская ограда; пополнились ризница и библиотека. Оставил должность игумена по неизвестной причине |
| Клир приходской церкви |                                |                                        | |
| священник              | Константин Нуромский           | До 1908 года                           | |
| священник              | Николай Манаков                | После 1908 года                        | |
| священник              | Константин Ципелев             | 1 ноября 1916 года —                   | Содержался под стражей за отказ сдавать церковные ценности; в июне 1930 года выслан на север, в 1990 году — реабилитирован. |
| иеромонах              | Николай (Воропанов)            | 1924—1926                              | Арестован по обвинению в контрреволюционной агитации за распространение литературы духовного содержания и сослан на 3 года в Котласские лагеря в 1930 году, после этого жил в Тутаеве и почитался как старец. 12 мая 1941 года вновь арестован и приговорен к расстрелу, приговор приведен в исполнение 3 сентября 1941 года. Духовник архимандрита Павла (Груздева). |
| диакон                 | Либровский Алексей Автономович | 1904—1930                              | 3 мая 1929 года награждён двойным орарем; с супругой Екатериной Константиновной у него было две дочери, Аполлинария и София. |
| псаломщик              | Жуков Анатолий Рафаилович      | 1921—1930                              | Родился в 1891 году; 15 сентября 1929 года посвящен в стихарь. В 1916—1918 годах состоял на военной службе. |